# Sammy Carlson
Samuel „Sammy“ Carlson (* 11. Januar 1989 in Portland, Oregon) ist ein US-amerikanischer Freeride- und ehemaliger Freestyle-Skier. Er war auf die Freeski-Disziplin Slopestyle spezialisiert und gewann 2011 die Silbermedaille bei den Weltmeisterschaften sowie Gold bei den X-Games. Nach dem Ende seiner Freestyle-Karriere zeigt er sein Können in Backcountry-Skifilmen. 

## Biografie
Sammy Carlson wuchs in Tigard in der Metropolregion Portland, Oregon, auf. Das Skifahren erlernte er im Alter von vier Jahren von seinen Eltern auf dem nahegelegenen Mount Hood. Inspiriert von Eric Pollard wagte er sich in den Funpark und nahm im Alter von zwölf Jahren erstmals an einem sommerlichen Ski-Ferienlager teil.

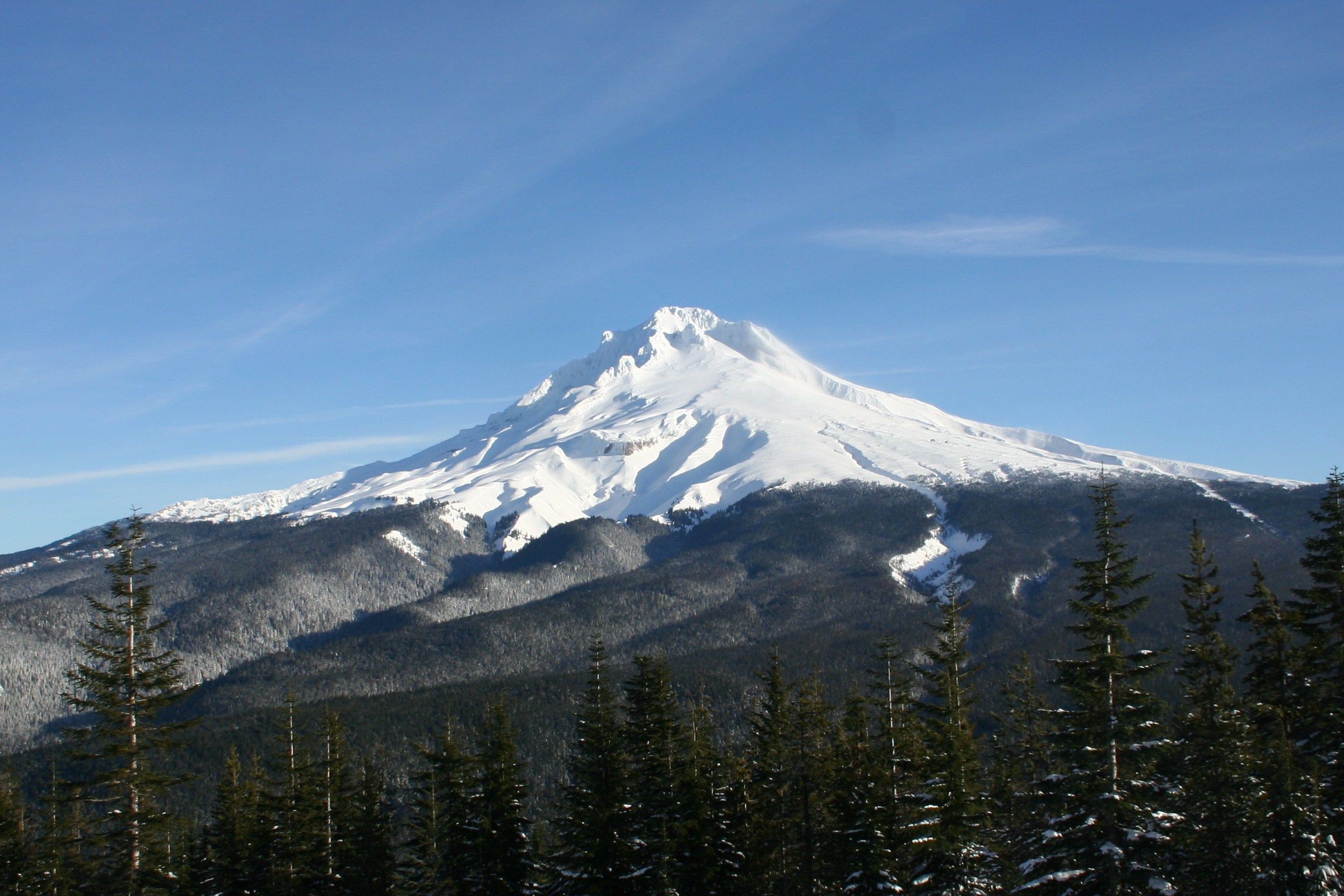
Mount Hood, Oregons höchste Erhebung und Carlsons Hausberg

Carlson spezialisierte sich auf die junge Disziplin Slopestyle und feierte 2007 mit einer Silbermedaille seinen Einstand bei den X-Games in Aspen. Nach einer Saison Pause gewann er in den folgenden beiden Wintern zwei weitere Medaillen. 2010 gelang ihm auf dem Mount Hood als einem der ersten Skifahrer ein Switch Triple Rodeo 1260. Im Januar 2011 setzte er sich bei den X-Games in seiner Paradedisziplin gegen Russ Henshaw und Andreas Håtveit durch und sicherte sich erstmalig eine Goldmedaille. Im Big Air sprang er außerdem zu Bronze. Nur wenige Tage später gewann er bei den Weltmeisterschaften in Park City hinter seinem Mannschaftskollegen Alex Schlopy die Silbermedaille im erstmals von der FIS ausgetragenen Slopestyle. Beim Versuch eines Triple Cork 1620 im Rahmen der X-Games 2012 erlitt er einen Einriss des Außenbandes im rechten Knie. Ein Jahr später gab er als Achter in Copper Mountain sein Debüt im Freestyle-Skiing-Weltcup.
Während der Rehabilitation seiner Knieverletzung wandte sich Carlson verstärkt dem Backcountry zu. 2013 wählte das X-Games-Publikum erstmals eines seiner Videos zum Sieger in der Kategorie „Real Ski Backcountry“. Dafür erhielt er neben einer Goldmedaille ein Preisgeld in Höhe von 50.000 Dollar. Trotz Aussichten auf eine Teilnahme an den Olympischen Spielen von Sotschi beendete er im Januar 2014 seine Karriere als Freestyler und fokussierte sich ganz auf das Gelände. Er unterschrieb einen Vertrag mit Tanner Halls Armada Skis und verlegte seinen Wohnsitz nach Revelstoke, British Columbia, wo viele seiner Filmaufnahmen entstehen. Daneben drehte er auch schon in Alaska und Japan und arbeitete mit Produktionsfirmen wie Poor Boyz Productions und Teton Gravity Research zusammen.
Abseits des Skisports engagiert sich Carlson für die Northwest Autism Foundation.

## Erfolge

### Weltmeisterschaften
- Deer Valley 2011: 2. Slopestyle

### Weltcup
- 1 Platzierung unter den besten zehn

### Weltcupwertungen
| Saison  | Gesamt | Gesamt | Slopestyle | Slopestyle |
| Saison  | Platz  | Punkte | Platz      | Punkte     |
| ------- | ------ | ------ | ---------- | ---------- |
| 2012/13 | 146.   | 6      | 29.        | 32         |

### X-Games
- Aspen 2007: 2. Slopestyle
- Aspen 2009: 2. Slopestyle
- Aspen 2010: 3. Slopestyle
- Aspen 2011: 1. Slopestyle, 3. Big Air
- Aspen 2013: 1. Real Ski Backcountry (Videowettbewerb)
- Aspen 2014: 1. Real Ski Backcountry (Videowettbewerb)
- Aspen 2015: 1. Real Ski Backcountry (Videowettbewerb)

## Filmografie (Auswahl)
- 2008: Under the Influence
- 2012: Ultimate Rush (Fernsehserie, 1 Episode)
- 2013: Way of Life
- 2015: The Sammy C Project
- 2016: Ruin and Rose
- 2017: Rogue Elements
- 2018: Rejoice
- 2019: Over Time
- 2019: Out of Bounds Mountain Adventure
- 2020: Resilience